# سازمان نظام کاردانی ساختمان

## تاریخچه سازمان نظام کاردانی ساختمان
سازمان نظام کاردانی ساختمان بر اساس قانون نظام مهندسی و کنترل ساختمان مصوبه شماره ۲۱۵۳۸/۱۰۰ مورخ ۱۳/۱۱/۱۳۷۶ و مصوبه سال ۱۳۷۴ مجلس شورای اسلامی و مصوبه سال ۱۳۷۹ هیئت وزیران به پیشنهاد پیشنهاد وزارت مسکن و شهرسازی و به استناد ماده (۲۸). در سال ۱۳۸۱ تصویب و تشکیل شده‌است
این سازمان که پیش‌تر «کانون کاردان‌های فنی ساختمان» نامیده می‌شد به پیشنهاد وزارت مسکن و شهرسازی و با تأیید هیئت دولت به «سازمان نظام کاردانی» استان تهران تغییر نام داد.
نظام کاردانی ساختمان در اکثر استان‌های کشور دارای تشکیلات مستقل بوده که زیر نظر مسکن و شهرسازی استان عمل می‌کنند.
وفق قانون فوق و دستورالعمل‌های ابلاغی وزارت راه و شهرسازی مهم‌ترین مأموریت این سازمان انتظام و انسجام امور حرفه‌ای کاردان فنی ساختمان و معماران تجربی می‌باشد.
مرجع صدور پروانه اشتغال به کار کاردانی و پروانه اشتغال به کار معمار تجربی وزارت راه و شهرسازی می‌باشد و صلاحیت کارگران ماهر از طریق پروانه مهارت فنی و توسط سازمان آموزش فنی و حرفه‌ای کشور صادر می‌شود.

## مهم‌ترین مأموریت‌های سازمان
1. برنامه‌ریزی به منظور جلب مشارکت افرادی که در امور حرفه‌ای صنعت ساختمان و ساخت و ساز فعالیت دارند.
2. ارتقای دانش فنی و کیفیت کار شاغلان در بخش‌های مربوط به ساختمان و ساخت و ساز از طریق ایجاد پایگاه‌های علمی، فنی، آموزشی و انتشارات.
3. دفاع از حقوق اجتماعی و حیثیت حرفه‌ای اعضاء و تشویق حمایت از فعالیت‌های با ارزش آنها.
4. تنظیم روابط بین اعضای سازمان با صاحبان حرفه مهندسی ساختمان و ساخت و ساز و سازمان نظام مهندسی ساختمان
5. تنظیم روابط بین اعضای سازمان با کارفرمایان.
6. همکاری با مراجع استان در هنگام بروز سوانح و بلایای طبیعی.
7. ایجاد تسهیلات لازم به منظور بازآموزی یا آموزش‌های لازم حرفه‌ای.
8. برنامه‌ریزی و اجرای برنامه‌های انتظام و آموزش معماران تجربی که از سوی وزارت راه و شهرسازی به این سازمان تفویض شده‌است.

## کاردان‌های فنی ساختمان
سازمان نظام کاردانی ساختمان استان تهران به عنوان یکی بزرگترین تشکل کاردان فنی ساختمان در سراسر کشور هم‌اکنون حدود ۷۵۰۰ نفر کاردان فنی را تحت پوشش خود قرار داده است. از این تعداد برای حدود تاکنون ۳۰۰۰ نفر کاردان فنی پروانه اشتغال به کار کاردانی صادر گردیده است.
لازم به توضیح است آمار و اعضای کاردان‌های فنی ساختمان و معماران تجربی ساختمان در کل استانهای ایران در حدود ۱۵۰٫۰۰۰ نفر و بیش از ۲۰۰٫۰۰۰ نفر معماران تجربی می‌باشد.

## کاردان‌های فنی ساختمان به چه کسانی گفته می‌شود؟
تمامی فارغ‌التحصیلان مقطع کاردانی از دانشگاه‌ها و مؤسسات آموزش عالی که در در رشته‌های معماری، شهرسازی، عمران، تاسیسات برقی، تاسیسات مکانیکی، نقشه‌برداری، ترافیک یا رشته‌های مرتبط موفق به اخذ مدرک فوق دیپلم گردیده‌اند، کاردانهای فنی ساختمان تلقی شده و می‌توانند به عضویت سازمان در آیند و پس از طی مراحلی، پروانه اشتغال به کار کاردانی دریافت نمایند.

## مجمع عمومی
مجمع عمومی سازمان از اجتماع تمامی اعضای سازمان که دارای کارت عضویت معتبر باشند تشکیل می‌گردد. جلسات مجمع به‌طور عادی سالی یک بار تشکیل می‌گردد.
آخرین و دوازدهین مجمع عمومی سازمان نظام کاردانی استان تهران در مورخه ۱۳۹۲/۰۹/۲۸ در سالن اجتماعات حسینیه ارشاد برگزار گردید. تاکنون ۱۱ دوره مجمع عمومی سازمان نظام کاردانی استان تهران در سالن اجتماعات حسینیه ارشاد برگزار شده‌است.
دهمین مجمع عمومی سالانه و جشن یک دهه تلاش و دهمین سال تأسیس سازمان نظام کاردانی استان تهران در بهمن ماه ۱۳۹۰ در سالن اجتماعات هتل هما در در خیابان ولیعصر تهران بالاتر از میدان ونک با حضور پرشور اعضای کاردان برگزار شده‌است.

## ارتقا کاردان‌های فنی با گذراندن دوره‌ای آموزشی
برای دارندگان مدرک تحصیلی کاردانی در صورت قبول شدن در آزمون ورود به حرفه که در سال دو بار توسط وزارت راه و شهرسازی برگزار می‌شود در یکی از رشته‌های هفت‌گانه ساختمان و مرتبط با آن پروانه اشتغال، در سه درجه به ترتیب و سابقه کار پایه ۳ و پایه ۲ و پایه ۱ صادر می‌شود.
همچنین جهت ارتقای کاردان‌های فنی با توجه به دستورالعمل‌های ابلاغی توسط دفترمقررات ملی ساختمان وابسته به وزارت راه و شهرسازی، مقرر گردید کاردان‌های فنی پس از این، جهت ارتقا از پایه ۳ به ۲ و از پایه ۲ به ۱ به جای شرکت در آزمون در دوره‌های آموزشی شرکت نمایند.

## معماران تجربی
وزارت راه و شهرسازی در اجرای ماده ۴ قانون نظام مهندسی و مواد ۲۱ و ۲۶ و ۲۸آیین‌نامه اجرایی قانون نظام مهندسی، کلیه امور مربوط به شناسایی، برگزاری آزمون پروانه اشتغال معماران تجربی را به سازمان نظام کاردانی ساختمان محول نموده است که در این راستا خدمات زیر به معماران تجربی ارائه می‌گردد:
۱- شناسایی و ثبت نام جهت شرکت در آزمون پروانه اشتغال که در سال دو بار و توسط وزارت راه و شهرسازی برگزار می‌شود.
۲- برنامه‌ریزی و برگزاری آزمون پروانه اشتغال.
۳- برگزاری دوره‌های آموزشی.
۴- تشکیل پرونده و صدور پروانه اشتغال.
۵- ارائه خدمات اداری، خدماتی و رفاهی
۶- برگزاری همایش آموزش و ارتقای معماران تجربی

## آزمون پروانه اشتغال
آزمون پروانه اشتغال معماران تجربی در سال‌های ۸۴، ۸۵، ۸۷، ۸۸، ۸۹، ۹۰ و ۹۱ برگزار گردیده که در حدود ۲۰٫۰۰۰ نفر از معماران تجربی مقیم استان تهران در آزمون‌های مذکور شرکت نموده و حدود ۸٫۰۰۰ نغر از آن‌ها قبول شده‌اند که پس از گذراندی دوره‌های آموزشی مربوط تاکنون برای ۴٫۵۰۰ نفر از آن‌ها پروانه اشتغال صادر و ارائه گردیده است.
برای اخذ پروانه اشتغال به کار تجربی، علاوه بر موفقیت در آزمون سراسری که همه ساله توسط دفتر تدوین و ترویج مقررات ملی ساختمان برگزار می‌شود، نیاز به شرکت در حداقل سه دوره آمورشی و ارائه گواهینامه موفقیت در ارزیابی پایان دوره‌های مذکور می‌باشد.
دوره‌های آموزشی مزبور در حال حاضر توسط سازمان نظام کاردانی ساختمان استان تهران از طریق مؤسسات آموزشی طرف قرارداد برگزار می‌شود.
با توجه به مفاد ماده ۴ قانون نظام مهندسی و کنترل ساختمان، معماران تجربی نیز جزء گروه‌هایی هستند که باید جهت فعالیت حرفه‌ای از وزارت راه و شهرسازی پروانه اشتغال دریافت نمایند در این چهارچوب و با توجه به وظایف محوله این سازمان تاکنون ۶ دوره آزمون تعیین صلاحیت به صورت کتبی و شفاهی برگزار شده‌است.
خاطر نشان می‌گردد با توجه به دستورالعمل صادره و شیوه نامه ماده ۳۳ پس از این، هیچ فردی در کشور حق ساختمان‌سازی ندارد مگر اینکه دارای پروانه اشتغال باشد.

## شرایط سنی و سوابق کاری جهت شرکت در آزمون
۱- متقاضیان پروانه یک با داشتن ۱۹ سال سابقه اجرایی و ۳۷ سال سن.
۲- متقاضیان پروانه دو با داشتن ۱۳ سال سابقه اجرایی و ۳۱ سال سن.
۳- متقاضیان پروانه سه با داشتن ۵ سال سابقه اجرایی و ۲۶ سال سن.

## اولین دوره هیئت مدیره
با توجه به اینکه اولین دوره و جدید تأسیس این دوره با نظارت سازمان نظام مهندسی استان تهران انتخابات از بین اعضای سازمان برگزار گردید.
دوره از سال ۱۳۷۹ تا سال ۱۳۸۳
رئیس سازمان و رئیس هیئت مدیره سازمان نظام کاردانی استان تهران آقای مهدی مؤذن
اعضای هیئت مدیره سازمان نظام کاردانی استان تهران عبارتند از:

## دومین دوره هیئت مدیره
دوره از سال ۱۳۸۳ تا سال ۱۳۸۶
رئیس سازمان و رئیس هیئت مدیره سازمان نظام کاردانی استان تهران آقای مهدی مؤذن
اعضای هیئت مدیره سازمان نظام کاردانی استان تهران عبارتند از:

## سومین دوره هیئت مدیره
دوره از سال ۱۳۸۷ تا سال ۱۳۹۲
رئیس سازمان و رئیس هیئت مدیره سازمان نظام کاردانی استان تهران و رئیس شورای مرکزی سازمان نظام کاردانی کشور آقای مهدی مؤذن
اعضای هیئت مدیره سومین دوره سازمان نظام کاردانی ساختمان استان تهران عبارتند از:
مهدی مؤذن - خلیل عرب شهراب - عباس فرزانه ثابت - محمود حسینیان فر - هوشنگ فرخی - بدری ملک محمدی - کامبیز اثباتی - تورج پشوتن - محمدرضا ربیعی - عبدالعلی تیموری - مجید تولائی

## آدرس و تلفن تماس دفتر سازمان
آدرس: تهران - ضلع شمال شرقی پل سیدخندان - نبش خیابان شقاقی - ساختمان ۱۰۰۰ - بلوک ۲ - واحد ۲-۹-۱۰
تلفن تماس: ۲۲۸۸۱۴۸۸-۲۲۸۸۱۱۰۹-۲۲۸۸۱۴۸۹-۲۲۸۶۱۸۴۷

## شغل
- مهندس ساختمان
- کاردان فنی ساختمان
- معماران تجربی
- کاردان
- کاردان فنی
- کاردان فنی تجربی
- کارگر ساختمان